# Lunenburg (Massachusetts)
Lunenburg – miasto w Stanach Zjednoczonych, w stanie Massachusetts, w hrabstwie Worcester.